# برانتهال (أوهايو)
برانتهال (بالإنجليزية: Bratenahl, Ohio)‏ هي بلدة تقع في الولايات المتحدة في مقاطعة كاياهوغا، أوهايو. يقدر عدد سكانها بـ 1,197 نسمة ومساحتها 4.14 كم2 وترتفع عن سطح البحر 187 متر.

## التركيبة السكانية
قام مكتب تعداد الولايات المتحدة بتحديد بيانات التركيبة السكانية لبرانتهال في تعداد الولايات المتحدة. في ما يلي، التركيبة السكانية حسب تعدادي 2000 و2010.

### تعداد عام 2000
بلغ عدد سكان برانتهال 1,337 نسمة بحسب تعداد عام 2000، وبلغ عدد الأسر 711 أسرة وعدد العائلات 363 عائلة مقيمة في القرية. في حين سجلت الكثافة السكانية 1,304.1 نسمة لكل ميل مربع (503.5/كم2). وبلغ عدد الوحدات السكنية 800 وحدة بمتوسط كثافة قدره 780.3 نسمة لكل ميل مربع (301.3/كم2).
وتوزع التركيب العرقي للقرية بنسبة 86.82% من البيض و 0.07% من الأمريكيين الأصليين و 0.75% من الأمريكيين ذوي الأصول الآسيوية و 10.34% من الأمريكيين الأفارقة و 1.80% من عرقين مختلطين أو أكثر.
بلغ عدد الأسر 711 أسرة كانت نسبة 11.8% منها لديها أطفال تحت سن الثامنة عشر تعيش معهم، وبلغت نسبة الأزواج القاطنين مع بعضهم البعض 43.7% من أصل المجموع الكلي للأسر، ونسبة 5.5% من الأسر كان لديها معيلات من الإناث دون وجود شريك، وكانت نسبة 48.9% من غير العائلات. تألفت نسبة 40.9% من أصل جميع الأسر من أفراد ونسبة 15.9% كانوا يعيش معهم شخص وحيد يبلغ من العمر 65 عاماً فما فوق. وبلغ متوسط حجم الأسرة المعيشية 2.50، أما متوسط حجم العائلات فبلغ 1.87.
بلغ العمر الوسطي للسكان 51 عاماً. وكانت نسبة 11.4% من القاطنين تحت سن الثامنة عشر، وكانت نسبة 3.4% بين الثامنة عشر والأربعة وعشرون عاماً، ونسبة 21.8% كانت واقعةً في الفئة العمرية ما بين الخامسة والعشرون حتى والأربعة وأربعون عاماً، ونسبة 36.2% كانت ما بين الخامسة والأربعون حتى الرابعة والستون، ونسبة 27.2% كانت ضمن فئة الخامسة والستون عاماً فما فوق. يوجد لكل 100 أنثى 93.2 ذكر، ويوجد لكل 100 أنثى في الثامنة عشر من عمرها فما فوق 90.8 ذكر.
بلغ متوسط دخل الأسرة في القرية 76,028 دولار، أما متوسط دخل العائلة فبلغ 104,987 دولار. وكان متوسط دخل الذكور 61,250 دولار مقابل 46,563 دولار للإناث. وسجل دخل الفرد الخاص بالقرية 72,757 دولار. وكانت نسبة 1.6% من العائلات ونسبة 4.3% من السكان تحت خط الفقر،

### تعداد عام 2010
بلغ عدد سكان برانتهال 1,197 نسمة بحسب تعداد عام 2010، وبلغ عدد الأسر 679 أسرة وعدد العائلات 333 عائلة مقيمة في القرية. في حين سجلت الكثافة السكانية 1,173.5 نسمة لكل ميل مربع (453.1/كم2). وبلغ عدد الوحدات السكنية 811 وحدة بمتوسط كثافة قدره 795.1 لكل ميل مربع (307.0/كم2).
وتوزع التركيب العرقي للقرية بنسبة 80.5% من البيض و 0.3% من الأمريكيين الأصليين و 2.5% من الأمريكيين ذوي الأصول الآسيوية و 15.5% من الأمريكيين الأفارقة و 0.9% من عرقين مختلطين أو أكثر.
بلغ عدد الأسر 679 أسرة كانت نسبة 7.4% منها لديها أطفال تحت سن الثامنة عشر تعيش معهم، وبلغت نسبة الأزواج القاطنين مع بعضهم البعض 42.1% من أصل المجموع الكلي للأسر، ونسبة 5.3% من الأسر كان لديها معيلات من الإناث دون وجود شريك، بينما كانت نسبة 1.6% من الأسر لديها معيلون من الذكور دون وجود شريكة وكانت نسبة 51.0% من غير العائلات. وبلغ متوسط حجم الأسرة المعيشية 2.32، أما متوسط حجم العائلات فبلغ 1.75.
بلغ العمر الوسطي للسكان 57.8 عاماً. وكانت نسبة 6.5% من القاطنين تحت سن الثامنة عشر، وكانت نسبة 4% بين الثامنة عشر والأربعة وعشرون عاماً، ونسبة 16.4% كانت واقعةً في الفئة العمرية ما بين الخامسة والعشرون حتى والأربعة وأربعون عاماً، ونسبة 42.2% كانت ما بين الخامسة والأربعون حتى الرابعة والستون، ونسبة 31.1% كانت ضمن فئة الخامسة والستون عاماً فما فوق. وتوزع التركيب الجنسي للسكان بنسبة 48.6% ذكور و51.4% إناث.